# Emanuel Thabiso Nketu
Emanuel Thabiso Nketu (født 25. januar 1980 i Lesotho) er en lesothisk amatørbokser, som konkurrerer i vægtklassen Bantamvægt. Thabiso Nketu har ingen større internationale resultater, og fik sin olympiske debut da han repræsenterede Kina ved sommer-OL 2008. Her blev han slået ud i første runde af Bruno Julie fra Mauretanien i vægtklassen bantamvægt. Han deltog også i Commonwealth Games i 2006 i Melbourne, Australien hvor han vandt to kampe.
|  | Artiklen om Emanuel Thabiso Nketu kan blive bedre, hvis der indsættes et (bedre) billede Du kan hjælpe ved at afsøge Wikimedia Commons for et passende billede eller uploade et godt billede til Wikimedia Commons iht. de tilladte licenser og indsætte det i artiklen. |